# Deuxième bataille de Zoumar
Seconde guerre civile irakienne
La deuxième bataille de Zoumar a lieu lors de la seconde guerre civile irakienne. Le 25 octobre 2014, la ville est reprise par les peshmergas.

## Déroulement
Le 30 septembre 2014, les Peshmergas tentent de reprendre l'initiative et lancent une contre-offensive sur trois fronts, dont celui de Zoumar,. Les Kurdes progressent lentement mais bénéficient du soutien des Américains et de la coalition qui effectuent plusieurs frappes aériennes. Le 25 octobre, après plusieurs semaines de combats, Zoumar est finalement reconquise par les Kurdes,,.
Le 7 février 2015, une fosse commune contenant les corps de 23 yézidis est découverte près du village de Bardiyane, dans les environs de Zoumar,.